# Eliza Edmunds Hewitt
Eliza Edmunds Hewitt, född 28 juni 1851 i Pennsylvania, död 24 april 1920, sångförfattare, lärare och Presbyterian från USA. Hon finns representerad i Frälsningsarméns sångbok 1990 (FA).

## Sånger
- Jag ofta i mörker har famlat (enbart körtexten)
- Jag är pilgrim på väg till Sions stad
- Mera om Jesus, Gud, mig lär
- Nu natten svunnit, dagen grytt
- O, gör min själ vit som nyfallen snö
- Sjung om Jesu underbara kärlek
- Skall det bli några stjärnor i kronan jag får
- Två mig, o Herre, så vit såsom snö (FA nr 449) skriven 1892.